# Shriners Children's 500
La Shriners Children's 500 è una gara automobilistica appartenente alle NASCAR Cup Series e che si tiene presso il Phoenix Raceway di Avondale, in Arizona (Stati Uniti).
La Shriners Children's 500 è una delle due gare che annualmente si disputano presso l'ovale di Avondale. La seconda è la gara conclusiva e decisiva del campionato, la NASCAR Cup Series Championship Race.

## Storia
Nel 2005 la NASCAR predispone una ristrutturazione del calendario inserendo una seconda gara nel periodo primaverile per quello che in precedenza si chiamava Phoenix International Raceway. La prima edizione della gara si disputa in quello stesso 2005 con la vittoria di Kurt Busch.
Nell'edizione 2007 Jeff Gordon ottiene la sua 76ª vittoria in carriera nelle Cup Series (oltretutto dopo aver ottenuto la pole position), raggiungendo Dale Earnhardt nella classifica dei piloti più vincenti della massima categoria NASCAR. Gordon celebra la vittoria con un giro d'onore dell'ovale sventolando la bandiera nera con il famoso numero 3 del pilota, deceduto in un incidente nella Daytona 500 del 2001.
Nel 2010 la NASCAR impone che tutte le gare possano prendere inizio soltanto alle 13:00, alle 15:00 o alle 19:30, facendo riferimento al fuso orario della costa atlantica. I rappresentanti della pista sono preoccupati che i nuovi orari costringano la gara di Phoenix ad essere disputata quando ancora in Arizona è giorno (il tramonto sul tracciato, nel periodo in cui la gara viene disputata, cala solitamente verso le 19:00 e l'Arizona non osserva l'ora legale, con un orario identico a quello della costa pacifica). Per questo motivo la gara del 2010 si svolge sulle 600 miglia, allungando l'orario di fine della competizione.
L'anno successivo, il 2011, la gara torna ad essere disputata sulla lunghezza di 500 miglia, ma viene disputata completamente di giorno e viene spostata alla giornata di domenica. Inoltre è dal 2011 che il Phoenix Raceway ospita due gare delle Cup Series ogni anno, prendendo il posto di quella che si disputa all'Auto Club Speedway di Fontana. La gara viene vinta da Jeff Gordon, che in tal modo raggiunge il traguardo di 83 vittorie in carriera (eguagliando Cale Yarborough) e interrompe una striscia di 66 gare senza vittorie.
Nel 2015 la gara diventa la quarta del calendario, scambiando il posto con la Food City 500 di Bristol, che passa dall'essere disputata nel mese di marzo a quello di aprile dopo che per anni è stata in diverse occasioni sospesa o rinviata per il cattivo tempo che colpisce in quel mese il Tennessee. In tal modo, inoltre, la gara di Phoenix si colloca tra quelle di Las Vegas e Fontana, formando un trittico di gare consecutive vicino alla West Coast ben visto dalle scuderie in ottica di riduzione dei costi.
Dal 2024 il main sponsor della gara è Shriners Hospitals for Children.

## Albo d'oro
Fonti: Racing Reference; Jayski's Silly Season Site
| Anno | Data        | N. | Pilota           | Team                     | Vettura   | Distanza | Distanza | Tempo di gara | Media   | Resoconto |
| Anno | Data        | N. | Pilota           | Team                     | Vettura   | Giri     | Miglia   | Tempo di gara | Media   | Resoconto |
| ---- | ----------- | -- | ---------------- | ------------------------ | --------- | -------- | -------- | ------------- | ------- | --------- |
| 2005 | 23 aprile   | 97 | Kurt Busch       | Roush Racing             | Ford      | 312      | 312      | 3:02:16       | 102.707 | Resoconto |
| 2006 | 22 aprile   | 29 | Kevin Harvick    | Richard Childress Racing | Chevrolet | 312      | 312      | 2:54:51       | 107.063 | Resoconto |
| 2007 | 21 aprile   | 24 | Jeff Gordon      | Hendrick Motorsports     | Chevrolet | 312      | 312      | 2:53:48       | 107.710 | Resoconto |
| 2008 | 12 aprile   | 48 | Jimmie Johnson   | Hendrick Motorsports     | Chevrolet | 312      | 312      | 3:01:14       | 103.292 | Resoconto |
| 2009 | 18 aprile   | 5  | Mark Martin      | Hendrick Motorsports     | Chevrolet | 312      | 312      | 2:53:16       | 108.042 | Resoconto |
| 2010 | 10 aprile   | 39 | Ryan Newman      | Stewart-Haas Racing      | Chevrolet | 378      | 378      | 3:48:14       | 99.372  | Resoconto |
| 2011 | 27 febbraio | 24 | Jeff Gordon      | Hendrick Motorsports     | Chevrolet | 312      | 312      | 3:01:49       | 102.961 | Resoconto |
| 2012 | 4 marzo     | 11 | Denny Hamlin     | Joe Gibbs Racing         | Toyota    | 312      | 312      | 2:50:35       | 110.085 | Resoconto |
| 2013 | 3 marzo     | 99 | Carl Edwards     | Roush Fenway Racing      | Ford      | 316      | 316      | 3:00:15       | 105.187 | Resoconto |
| 2014 | 2 marzo     | 4  | Kevin Harvick    | Stewart-Haas Racing      | Chevrolet | 312      | 312      | 2:51:23       | 109.229 | Resoconto |
| 2015 | 15 marzo    | 4  | Kevin Harvick    | Stewart-Haas Racing      | Chevrolet | 312      | 312      | 2:57:01       | 105.753 | Resoconto |
| 2016 | 13 marzo    | 4  | Kevin Harvick    | Stewart-Haas Racing      | Chevrolet | 313      | 313      | 2:45:53       | 113.212 | Resoconto |
| 2017 | 19 marzo    | 31 | Ryan Newman      | Richard Childress Racing | Chevrolet | 314      | 314      | 3:00:41       | 104.271 | Resoconto |
| 2018 | 11 marzo    | 4  | Kevin Harvick    | Stewart-Haas Racing      | Ford      | 312      | 312      | 2:53:13       | 108.073 | Resoconto |
| 2019 | 10 marzo    | 18 | Kyle Busch       | Joe Gibbs Racing         | Toyota    | 312      | 312      | 3:04:05       | 101.693 | Resoconto |
| 2020 | 8 marzo     | 22 | Joey Logano      | Team Penske              | Ford      | 316      | 316      | 3:20:50       | 94.407  | Resoconto |
| 2021 | 14 marzo    | 19 | Martin Truex Jr. | Joe Gibbs Racing         | Toyota    | 312      | 312      | 3:00:20       | 103.808 | Resoconto |
| 2022 | 13 marzo    | 14 | Chase Briscoe    | Stewart-Haas Racing      | Ford      | 312      | 312      | 3:06:34       | 100.339 | Resoconto |
| 2023 | 12 marzo    | 24 | William Byron    | Hendrick Motorsports     | Chevrolet | 317      | 317      | 3:00:18       | 105.491 | Resoconto |
| 2024 | 10 marzo    | 20 | Christopher Bell | Joe Gibbs Racing         | Toyota    | 312      | 312      | 3:00:45       | 103.568 | Resoconto |

### Piloti plurivincitori
| Numero vittorie | Pilota        | Edizioni                     |
| --------------- | ------------- | ---------------------------- |
| 5               | Kevin Harvick | 2006, 2014, 2015, 2016, 2018 |
| 2               | Jeff Gordon   | 2007, 2011                   |
| 2               | Ryan Newman   | 2010, 2017                   |

### Teamplurivincitori
| N° vittorie | Squadra                  | Edizioni                           |
| ----------- | ------------------------ | ---------------------------------- |
| 6           | Stewart-Haas Racing      | 2010, 2014, 2015, 2016, 2018, 2022 |
| 5           | Hendrick Motorsports     | 2007, 2008, 2009, 2011, 2023       |
| 4           | Joe Gibbs Racing         | 2012, 2019, 2021, 2024             |
| 2           | RFK Racing               | 2005, 2013                         |
| 2           | Richard Childress Racing | 2006, 2017                         |

### Costruttori plurivincitori
| N° vittorie | Costruttori | Edizioni                                                         |
| ----------- | ----------- | ---------------------------------------------------------------- |
| 11          | Chevrolet   | 2006, 2007, 2008, 2009, 2010, 2011, 2014, 2015, 2016, 2017, 2023 |
| 5           | Ford        | 2005, 2013, 2018, 2020, 2022                                     |
| 4           | Toyota      | 2012, 2019, 2021, 2024                                           |